# Кали-Товажиство
Кали-Товажиство (пол. Kały-Towarzystwo) — село в Польщі, у гміні Нові Острови Кутновського повіту Лодзинського воєводства.
У 1975-1998 роках село належало до Плоцького воєводства.